# Maillet (Indre)
Maillet é uma comuna francesa na região administrativa do Centro, no departamento de Indre. Estende-se por uma área de 25,02 km². Em 2010 a comuna tinha 267 habitantes (densidade: 10,7 hab./km²).